# Acacia subtessarogona
Acacia subtessarogona là một loài thực vật có hoa trong họ Đậu. Loài này được Tindale & Maslin miêu tả khoa học đầu tiên.